# Département de Victoria
Le département de Victoria est une des 17 subdivisions de la province d'Entre Ríos, en Argentine. Son chef-lieu est la ville de Victoria.
Le département a une superficie de 6 822 km2. Sa population s'élevait à 37 097 habitants au recensement de 2001.

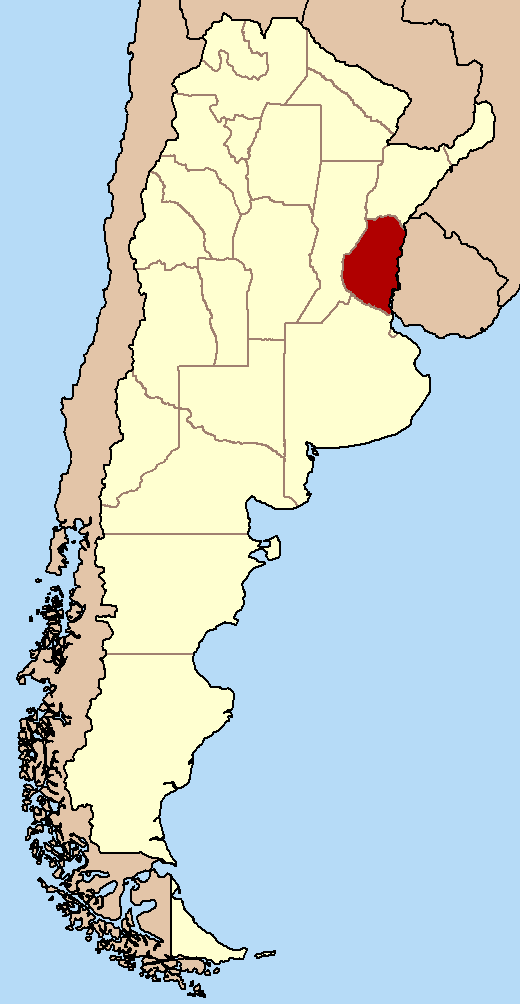
Localisation de la province d'Entre Ríos en Argentine.

## Villes et localités
- Antelo
- Charigüé
- Laguna del Pescado
- Molino Doll
- Rincón de Nogoyá
- Victoria, chef-lieu.